# 玛丽安娜·林伯乌
玛丽安娜·林伯乌（羅馬尼亞語：Mariana Limbău，1977年8月25日—），罗马尼亚女子皮划艇运动员。她曾代表罗马尼亚参加2000年夏季奥林匹克运动会皮划艇比赛，获得女子四人皮艇500米铜牌。